# 霊友会系教団
霊友会系教団（れいゆうかいけいきょうだん）は、新しい仏教教団の一つである霊友会から分かれた法華系教団のこと。分派教団は霊友会時代の教えと活動方式を大幅に踏襲している。本門佛立宗に入信して、日蓮の産まれ代わりを確信して、独自に辻説法を始めた西田無学が提唱した在家による法華経の先祖供養を重視し、先祖の成仏が子孫の幸福に深くかかわっているという考え方が共通する。その歴史及び1949年・1950年のいわゆる霊友会事件から分派した霊友会系教団も多い。霊友会及び霊友会系教団を合せると優に創価学会の会員数を上回るが、霊友会系教団といえども決して霊友会と懇意にしているわけではなく、むしろ「霊友会」対「追い出された支部長」の遺恨があり、総本山身延山久遠寺参拝などでは霊友会と霊友会系教団が万が一にも出くわさないようにスケジュール調整をしているという話がある。

## 主な分派
- 孝道教団 (1936年、岡野正道)
- 立正佼成会（1938年、庭野日敬・長沼妙佼）
- 思親会（1938年、井戸清行）
  - 希心会（1953年、思親会から分派）
- 日本敬神崇祖自修団（1947年、戸次貞雄） 
  - 普明会教団（沿革では霊友会からの分派とされるが、戸次貞雄を恩師・教祖と仰いで教団を組織）
- 霊法会（1949年、吉岡元次郎）
- 妙智会（1950年、宮本ミツ）
- 佛所護念会（1950年、関口嘉一）
- 妙道会（1951年、佐原忠次郎）
- 大慧会（1951年、石倉保助）
- 正義会（1951年、山口義一）
- 平等大慧会（1954年、梅本武志）
- Inner Trip REIYUKAI International（2001年、松本廣）
  - 在家仏教こころの会（2004年、久保継成、Inner Trip REIYUKAI Internationalから分派）

その他
- 大乗教
- 日蓮宗明宝教会